# Małgorzata Drummond
Małgorzata Drummond, ang. Margaret Drummond (ur. ok. 1340  – zm. 31 stycznia 1375) – królowa Szkocji jako druga żona króla Dawida II.
Była córką Sir Malcolma Drummonda z Ilk i jego żony - Margaret (Małgorzaty) Graham. Jej ojciec zmarł ok. 1346. Małgorzata poślubiła Johna Logie'a, ale para nie miała dzieci. Później została kochanką króla Dawida II (syna króla Roberta Bruce'a), który był wdowcem po swojej pierwszej żonie - Joannie z Tower, księżniczce angielskiej (zm. w 1362).
Małgorzata i Dawid II pobrali się w Fife, 20 lutego 1364. Ich małżeństwo trwało jedynie 5 lat i podobnie jak pierwsze, nie przyniosło królowi oczekiwanych potomków. W tej sytuacji para rozwiodła się 20 marca 1369. Oficjalnym powodem rozwodu była właśnie niepłodność. Dalsze losy Małgorzaty pozostają nieznane.
Dawid II planował podobno poślubienie swojej kolejnej kochanki - Agnes (Agnieszki) Dunbar, córki-imienniczki Agnes Dunbar, czwartej hrabiny Moray. Król zmarł jednak 22 lutego 1371, zanim zdążył się ożenić po raz trzeci. Zmarł bezdzietnie i tron odziedziczył jego siostrzeniec (syn Marjorie de Bruce, pierworodnej córki Roberta Bruce'a), Robert II (założyciel nowej szkockiej dynastii - Stewartów).